# Czerwonyj chutir
Czerwonyj chutir (ukr. Червоний хутiр) – jedna ze stacji kijowskiego metra na linii Syrećko-Peczerśka. Została otwarta 23 maja 2008.
Nazwa stacji wynika ze starej wsi "Czerwony Chutor", która została następnie wchłonięta do granic miasta Kijowa, a obecnie jest dzielnicą przemysłową. Stanowi wschodni kraniec linii.